# Distretto di Ščučyn
Il distretto di Ščučyn (in bielorusso Шчучынскі раён?) è un distretto (raën) della Bielorussia appartenente alla regione di Hrodna.